# Aaptos aaptos
Aaptos aaptos (Schmidt, 1864) è una spugna appartenente alla famiglia delle Suberitidae, estremamente tossica per la maggior parte delle specie spongivore poiché contiene molecole che bloccano i recettori adrenergici.
Nondimeno, Eretmochelys imbricata e Umbraculum umbraculum se ne cibano.

## Distribuzione
La specie è diffusa in tutto il Mar Mediterraneo, e particolarmente nel Mare Adriatico.

## Tassonomia
Eduard Oscar Schmidt la descrisse nel 1864 sotto il protonimo Ancorina aaptos nella sua opera Supplement der Spongien des adriatischen Meeres. Enthaltend die Histologie und systematische Ergänzungen.